# 'Akbara
'Akbara (Arabisch: عكبرة) is een dorp in de Israëlische gemeente Safed met circa 450 Arabische inwoners. Het ligt 2,5 km ten zuiden van de stad Safed. Het dorp is in 1977 door de staat Israël herbouwd, dicht bij het oude dorp Khirbet al-Uqeiba dat voorafgaand aan de Arabisch-Israëlische oorlog van 1948 door Joodse milities verwoest was. De inwoners moesten daarheen verhuizen onder voorwaarde dat zij hun oude huizen afbraken. Een aantal huizen van het vroegere Palestijnse 'Akbara is nog blijven staan.

## Geschiedenis
De eerste vermelding van 'Akbara is tijdens de periode van de Tweede Tempel door Flavius Josephus, die de rots van Acchabaron (Ακχαβαρων πετραν) opmerkte als een van de plaatsen in Opper-Galilea die hij versterkte als voorbereiding op de Eerste Joodse Opstand, terwijl hij rebellen leidde tegen de Romeinen in Galilea.
Het dorp wordt in de derde eeuw na Christus meerdere malen genoemd in de rabbijnse literatuur. Verschillende van de rabbijnen die in Pirkei Avot worden genoemd, woonden in 'Akbara. Akbara wordt genoemd als plek waar verschillende Talmoedische wijzen: Rabbi Nehurai, ook Rabbi Yannai en Rabbi Dostai, zijn zoon, zijn begraven "in de tuinen" "bij de bron"; en als een plek met een Joodse gemeenschap tijdens de Fatimidische heerschappij van 969 tot 1099 bevestigd door de Cairo Geniza. Samuel ben Samson bezocht 'Akbara tijdens zijn pelgrimstocht naar Palestina in 1210, hij beschreef het graf van Rabbi Meir dat hij daar had gevonden.
'Akbara maakte in 1517 deel uit van het Ottomaanse Rijk. Toen de Franse onderzoeker en archeoloog Victor Guérin het dorp in 1875 bezocht, beschreef hij het aldus:
"The ruins of Akbara cover a hillock whose slopes were formerly sustained by walls forming terraces; the threshing floors of an Arab village occupy the summit. Round these are grouped the remains of ancient constructions now overthrown." "The village lies on the east of the wady. It is dominated by a platform on which foundations can be traced of a rectangular enclosure called el Kuneiseh, measuring thirty paces in length by twenty-three in breadth. It stands east and west, and was firmly constructed of good cut stones. The interior is at present given up to cultivation. This enclosure seems to have been once a Christian church."
in 1881 beschreef het Palestine Exploration Fund (PEF) 'Akbara als een dorp, gebouwd van steen en klei, met ongeveer 90 inwoners die olijf- en vijgenbomen cultiveerden.
Een bevolkingslijst van rond 1887 vermeldt 335 inwoners in 'Akbara, allen moslims.
In april 1945 telde het Palestijnse dorp 390 inwoners en had een oppervlakte van 3,224 dunams en lag aan weerskanten van een diepe noord-zuid stromende wadi.

## Israël
In lijn met Plan Dalet werd 'Akbara op 10 mei 1948, nog tijdens het Britse mandaat en kort voor het uitroepen van de staat Israël veroverd en verwoest door de Palmach, het elitekorps van de Joodse Hagana. De bevolking was na berichten over Deir Yassin al grotendeels gevlucht. De overgebleven inwoners zeiden dat ze gedwongen werden om met hun handen hun huizen te verwoesten en als vee werden behandeld. Ze werden gedumpt op een kale, door de zon verschroeide kant van een heuvel bij (een verlaten Palestijns-Arabische dorpje) 'Akbara, waar ze jarenlang daarna onder onmenselijke omstandigheden leefden, samen met inwoners uit ten minste twee andere dorpjes Qaddita en al-0Ja'una die in gelijke omstandigheden verdreven waren. Ze verbleven er zo'n achttien jaar totdat ze instemden met hervestiging in Wadi Hamam.
Op 25 mei 1948 werd Galilea onder commando van Yigal Allon gezuiverd van zijn Palestijnse -Arabische bevolking. The Palmach's First Battalion.
Palestijnse vluchtelingen van elders kwamen later in de verlaten huizen wonen.

## Heden
Spanningen tussen bevolkingsgroepen in Israël en vijandigheid jegens de Arabisch-Palestijnse bewoners is ook in 'Akbara te merken. In 2010 werden bij een huiszoeking in 'Akbara 7 pijpbommen aangetroffen. Op 10 december 2013 werd er in 'Akbara een dozijn auto's vernield en werden anti-Arabische racistische leuzen geschreven, zogenoemde 'price-tags'. Evenzo in het voorjaar van 2014, in 'Akbara en omliggende plaatsen.